# Thomas d'Anast
Thomas d'Anast (mort le 19 juin 1322)  est un ecclésiastique qui fut évêque de Cornouaille de 1321 à 1322.

## Biographie
Nommé  par le pape Benoit XI en 1304 doyen du chapitre de chanoines d'Angers, Thomas d'Anast est avec son frère le chevalier Geoffroy, l'un des exécuteurs testamentaires du duc Arthur II de Bretagne mort en 1312. Lors du conflit entre le nouveau duc Jean III et sa belle-mère Yolande de Dreux ils prennent, comme la plupart des exécuteurs, le parti de cette dernière. Le duc se plaint de leur gestion auprès du Saint-Siège qui est contraint d'envoyer plusieurs commissions apostoliques en Bretagne pour juger le litige. Lorsque l'évêché de Cornouaille devient vacant en 1321 le pape Jean XXII nomme  12 avril 1321 Thomas d'Anast, apparemment réconcilié avec Jean III, évêque et l'autorise à quitter la curie où il résidait. Son épiscopat est très bref puisqu'il meurt dès le 19 juin 1322.

## Héraldique
Ses armoiries sont : d'or à la croix engrêlée de sable, cantonnée de quatre étoiles de même.